# 帕西尼氏小体
帕西尼氏小体（英文：Pacinian corpuscle），又称环层小体（Lamellar corpuscle），由意大利解剖学家菲利波·帕西尼发现，是哺乳动物（无毛）皮肤上的四大基本力学感受器之一。他们是皮肤上一种被囊神经末梢（encapsulated nerve ending），可感知震动和压力。他们只对突然的扰动产生反应，并且对震动尤其敏感，这使得个体能感知物体的表面材质，譬如粗糙或光滑。此外，在个体紧握或释放物体时，他们会对压力变化产生反应。帕西尼氏小体属于快速调节感受器。